# Pérdicas II da Macedónia
Pérdicas II (em grego Περδίκκας Β) foi o rei da Macedônia entre cerca de 454 a.C. até 413 a.C. Ele era o filho de Alexandre I..
Eusébio de Cesareia enumera duas listas de reis da Macedônia. Na primeira, atribuída a Diodoro Sículo, Pérdicas sucede a Alexandre I, reina por vinte e dois anos, e é sucedido por Arquelau I. Na segunda, atribuída a outros historiadores, a diferença é que a duração do reinado é de vinte e três anos. Teve dois filhos, Arquelau I da Macedônia e Pérdicas III.